# Lillie (Pokémon)
Lillie, hay còn được biết đến với cái tên Lilie (リ ー リ エ) ở Nhật Bản, là một nhân vật hư cấu trong loạt phim Pokémon của Nintendo và Game Freak. Cô xuất hiện lần đầu trong phiên bản trò chơi điện tử Pokémon Sun and Moon ra mắt năm 2016. Lillie là nhân vật trung tâm của câu chuyện và xuất hiện trong nhiều phương tiện truyền thông khác nhau của Pokémon.

## Ý tưởng và sáng tạo
Trong phiên bản tiếng Nhật, Lillie thường dùng sử dụng cụm từ 'watakushi' một đại từ nhân xưng, thường được buổi lễ hay không khí trang trọng. Đây là một cách xưng hô khiêm tốn trong tiếng Nhật.

## Xuất hiện
Lillie xuất hiện lần đầu trong Pokémon Sun và Moon, sau đó là Pokémon Ultra Sun và Ultra Moon, nơi cô trở nên nổi bật hơn với vai trò trợ lý. Trong phiên bản anime, Lillie là bạn đồng hành của Satoshi đồng thời là học sinh của trường Pokémon.

### Những lần xuất hiện khác
Trong phiên bản anime, Lillie xuất hiện lần đầu trong tập phim "Alola! Hòn đảo đầu tiên, những Pokémon đầu tiên" của phần phim Sun và Moon. Trong phiên bản manga, cô cũng xuất hiện trong chương Sun, Moon, Ultra Sun & Ultra Moon của Pokémon Adventures. Ngoài ra Lillie cũng góp mặt trong tập thứ hai của Pokémon Evolutions.

## Đón nhận
Kể từ khi xuất hiện trong Pokémon Sun and Moon, Lillie nhận phần lớn những đánh giá tích cực. Cô là một nhân vật phổ biến đối với người hâm mộ trò chơi này. Công ty Good Smile cũng đã trình làng nhiều bức tượng mô hình đồ chơi nhỏ của cô. Một bức mô hình nhỏ nhãn hiệu Nendoroid cũng được phát hành vào tháng 11 năm 2017, trong đó mô tả Lillie cùng Pokémon Cosmog. Ngoài ra, Lillie cũng xuất hiện trong phiên bản mô hình Nendoroid và Figma công bố tại sự kiện Wonder Festival 2018. Những người đặt trước mô hình thương hiệu Figma từ Good Smile hoặc Pokémon Center Online sẽ có cơ hội nhận được một máy sấy cầm tay hoặc bàn chải tóc. Lillie cũng xuất hiện nhiều lần trong phiên bản mở rộng Sun và Moon của bộ thẻ bài Pokémon.
Trên tạp chí Destructoid, Chris Carter coi Lillie là một trong những nhân vật có diện mạo tốt nhất của Sun và Moon. Viết cho trang web VG247, nhà báo Alex Donaldson nhận định Lillie là nhân vật "đáng quý chuộng", nhờ có "bản dịch đầy sinh khí đi kèm với một số nét vẽ vui nhộn cùng biểu cảm khuôn mặt và những thứ tương tự". Trong khi đó, tuy Nick Wanserski không cho rằng quyết định từ bỏ cuộc sống êm đềm để trở thành nhà huấn luyện Pokémon của cô là hợp lý, nhưng anh vẫn thấy rằng sự quyết tâm của cô đối với mẹ mình đã được thực hiện "tốt một cách đáng ngạc nhiên". Hai tác giả Allegra Frank và Simone de Rochefort của Polygon coi Lillie là một trong những người phụ nữ xuất sắc nhất của địa hạt trò chơi điện tử trong năm 2016. Họ ghi nhận tầm quan trọng của cô trong tiến trình cốt truyện và cách cô nỗ lực để vượt qua những giới hạn của bản thân và khiến mình trở nên mạnh mẽ hơn. Frank cũng dành lời khen cho phần Ultra Sun và Ultra Moon vì đã mở rộng hơn cốt truyện của Lillie. Trong hai tập 999 và 1000 của anime Pokémon, Lillie nhận được sự ca ngợi thông qua cách cô vượt qua chứng sợ hãi Pokémon của mình và được đánh giá là một con người "giàu tình cảm". Viết cho ấn phẩm SyFy Wire, Daniel Dockery ấn tượng với cách mà nhà sản xuất đã phát triển tuyến nhân vật của Lillie, cho rằng điều đó mang lại cảm giác "thật" hơn so với các kịch bản tương tự trong một số anime khác.
Dan Van Winkle của The Mary Sue bày tỏ kỳ vọng rằng phần tiếp theo của trò chơi Sun và Moon sẽ có sự tham gia của Lillie trong Pokémon Red và Blue. Cũng trên trang web The Mary Sue, Paige Lyman cho rằng Lillie chính là điểm nhấn của trò chơi, dựa vào tính cách của cô cùng mối quan hệ giữa nhân vật mà người chơi điều khiển với cô. Trong khi đó, Emily Reuben của Ball State Daily chỉ trích Sun and Moon vì đã dành quá nhiều thời gian cho Lillie mà bỏ qua việc xây dựng cốt truyện cho nhân vật chính. Bên cạnh đó Reuben còn chỉ trích việc phần trò chơi Ultra Sun và Ultra Moon trong việc tăng thêm tầm quan trọng của Lillie.